# Kwalificatietoernooi (tennis)
Een kwalificatietoernooi is een tennistoernooi dat voorafgaat aan het hoofdtoernooi (ook wel genaamd: hoofdtabel) van een groter toernooi. Dit verschijnsel komt zowel bij grote als bij kleine toernooien voor, en zowel bij beginners als bij topspelers.
In de hoofdtabel van een gepland tennistoernooi is plaats voor een beperkt aantal deelnemers, bijvoorbeeld 32 bij basistoernooien in het internationale circuit, oplopend tot 128 bij de grandslamtoernooien. In veel gevallen is het aantal inschrijvingen hoger dan dat aantal. Van de 32 beschikbare plaatsen worden dan bijvoorbeeld 28 plaatsen ingevuld met die ingeschreven spelers die de hoogste plaatsen innemen op de internationale ranglijsten (van de ATP bij de mannen, en de WTA bij de vrouwen). De overige vier plaatsen zijn dan beschikbaar voor kwalificanten: diegenen die uit een voorafgaand kwalificatietoernooi als vier besten uit de bus komen. In typerende gevallen bestaat zo'n kwalificatietoernooi uit drie ronden, waardoor 32 kwalificatiedeelnemers in het normale eliminatiesysteem strijden om de vier beschikbare plaatsen.